# Attala, Tolna
Attala  este un sat în districtul Dombóvár, județul Tolna, Ungaria, având o populație de 826 de locuitori (2011). 

## Demografie
Componența etnică a satului Attala
     Maghiari (96,57%)
     Romi (3,05%)
     Necunoscut (0,38%)
     Alții (0,38%)
Componența confesională a satului Attala
     Romano-catolici (74,46%)
     Fără religie (9,69%)
     Reformați (2,3%)
     Necunoscută (12,35%)
     Alte religii (2,54%)
Conform recensământului din 2011, satul Attala avea 826 de locuitori. Din punct de vedere etnic, majoritatea locuitorilor (96,57%) erau maghiari, cu o minoritate de romi (3,05%). Apartenența etnică nu este cunoscută în cazul a 0,38% din locuitori.  Din punct de vedere confesional, majoritatea locuitorilor (74,46%) erau romano-catolici, existând și minorități de persoane fără religie (9,69%) și reformați (2,3%). Pentru 12,35% din locuitori nu este cunoscută apartenența confesională.